# Evangelista Siqueira
Evangelista Soares Siqueira (Santa Luzia do Paruá, 22 de outubro de 1980) é um político, professor, pedagogo e radialista brasileiro. Exerceu o cargo de Deputado Estadual em Roraima no período de 2015–2019 e 2019–2023. Foi o deputado que mais propositivo da legislativa 2019-2022, sendo considerado um dos principais legisladores do Estado, em função do número de leis de sua autoria. Desde junho de 2023, é superintendente do Incra em Roraima.
Natural de Santa Luzia do Paruá, filho de Lucinda Soares Siqueira e Antônio Domingos Machado Siqueira, é o mais velho de três irmãos. Em busca de novas oportunidade, o pai mudou-se para Roraima em outubro de 1999. Em janeiro de 2001, Evangelista fez esse trajeto e se instalou em Roraima, onde iniciou uma nova fase na sua vida. No ano seguinte, em 2002, a mãe e as irmãs chegam definitivamente em Roraima, fixando residência na periferia de Boa Vista (capital), nos bairros Silvio Botelho e Senador Hélio Campos.

## Vida acadêmica e profissional

### Trajetória acadêmica
É mestre em Ensino pela Universidade do Vale do Taquari e graduado em Pedagogia (2002-2007) pela Universidade Estadual de Roraima e Direito pela Faculdade Cathedral. É Especialista em Gestão do Trabalho Pedagógico: Administração, Orientação e Supervisão (2007) pela UNINTER; Especialista em Cultura e Meios de Comunicação: uma abordagem teórico-prática (2008-2009) pela Pontifícia Universidade Católica de São Paulo (PUC-SP); Especialistas em Gestão e Políticas Públicas (2013-2014) pela Fundação Escola de Sociologia e Política de São Paulo (FESPSP).
Durante o mestrado publicou artigos sobre a educação a partir da primeira infância e sobre a educação do campo.

### Vida profissional
Ainda no Maranhão, atuou professor no município de Lago da Pedra, lecionando no ensino fundamental nas escolas Ilzé Vieira de Melo Cordeiro, Professora Josefa Agostinho Pereira, Colégio São Francisco de Assis; e no ensino médio no Colégio São Francisco de Assis.
O primeiro emprego como professor no estado de Roraima foi no município de Cantá, onde atuou na Escola Municipal São Sebastião na Vicinal 10 (Vila Aguiar). Posteriormente, passou no concurso público tornando-se professor efetivo do Estado de Roraima desde 2002 e professor efetivo do munícipio de Boa Vista desde 2009.
Na capital Boa Vista, foi professor das escolas estaduais Hitler de Lucena, São José, Osvaldo Cruz, Maria de Lourdes Neves, Maria Sônia de Brito Oliva e na Escola Municipal Maria Gertrudes Mota de Lima. Foi gestor de 2009 a 2012 da Escola Municipal Maria Gertrudes Mota de Lima, em Boa Vista.
Além disso, foi diretor-geral adjunto do Sindicato dos Trabalhadores em Educação do Estado de Roraima (SINTER), entre os anos de 2013 e 2014. Foi sindicalizado ao Sindicato dos Servidores Municipais de Boa Vista de 2012 a 2015.
É Radialista e apresenta o Programa a Voz das Comunidades na Rádio Monte Roraima (107,9 FM) aos sábados.
Tem forte atuação nos movimentos religiosos. Na Igreja Católica Apostólica Romana, é catequista, coordenador de grupo de jovens, coordenador de comunidade e ministro da palavra.

## Carreira política

### Eleições 2012, 2014, 2018 e 2022
Foi candidato a vereador em Boa Vista nas eleições de 2012, alcançando 1.480 votos - sendo o primeiro suplente da coligação. Candidato a Deputado Estadual, conquistou o primeiro mandato em 2015 para a 7.ª legislatura (2015-2018) na Assembleia Legislativa do Estado de Roraima, com 2.156 votos, superando o primeiro suplente de Deputado Estadual da coligação por um voto. Reeleito com 3.051 votos, representando um crescimento de 895 votos (41%) em relação à votação anterior. Contudo não logrou ser reeleito para a legislatura de 2023-2026 - nas eleições de 2022 obteve 3.533 votos (1,20%). A Federação Brasil da Esperança somou 7.301 votos, faltando 2.552 votos para participar das sobras, conforme a legislação eleitoral aplicável. 

### Deputado estadual - primeiro mandato (2015-2018)

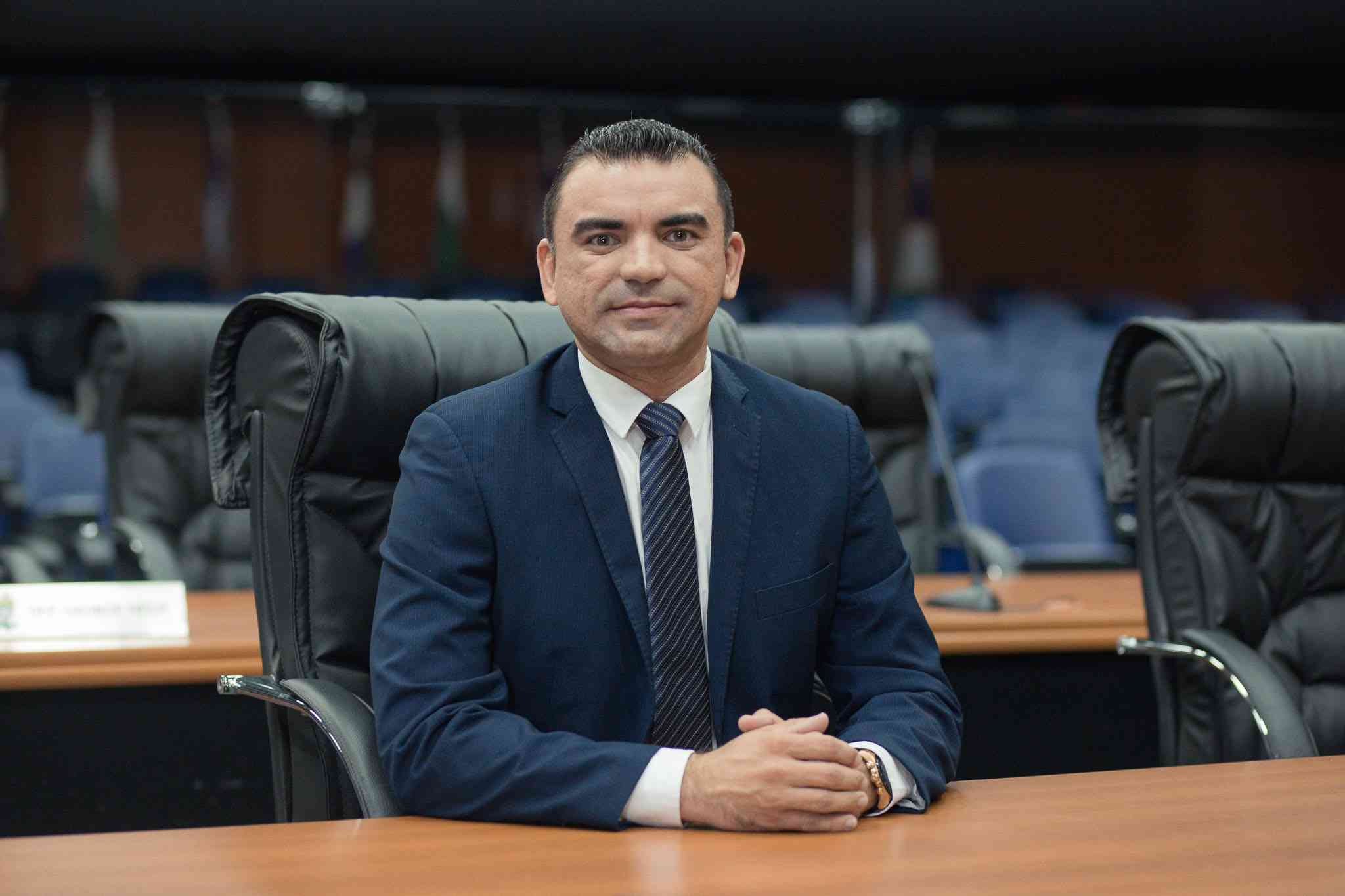
Evangelista Siqueira durante sessão na Assembleia Legislativa do Estado de Roraima.

Na primeira legislatura, foi Presidente da Comissão de Direitos Humanos, Minorias e Legislação Participativa (2017-2018); Vice-Presidente da Comissão de Educação, Cultura, Desportos e Lazer (2015-2018); e de Defesa dos Direitos da Pessoa com Deficiência e do Idoso (2017-2018); integrante das Comissões de Defesa Consumidor e do Contribuinte (2015-2018); e de Política Indigenistas (2017-2018).
Nesse período, foi autor de várias leis, sendo as principais:
1. Lei Ordinária nº 1.065, de 04 de julho de 2016 - "Inclui no Calendário Oficial do Estado de Roraima a "Semana Estadual de Valorização da Vida e Prevenção ao Suicídio".[11]
2. Lei Ordinária nº 1.108, de 03 de outubro de 2016 - “Dispõe sobre a regulamentação do uso de aparelhos eletrônicos portáteis nas escolas públicas estaduais de educação básica".[12]
3. Lei Ordinária nº 1.270, de 11 de julho de 2018 - “Institui o dia 24 de junho como o Dia do Quadrilheiro Junino em âmbito do estado de Roraima".[13]
4. Lei Ordinária nº 1.284, de 04 de setembro de 2018 - “Institui a inclusão do Arraial dos Maranhenses no Calendário oficial de eventos Culturais do estado de Roraima".[14]
5. Lei Ordinária nº 1.336, de 23 de setembro de 2019 - “Dispõe sobre o peso máximo tolerável que o aluno da Educação Infantil, Ensino Fundamental e Médio da Rede Pública e Particular de Ensino do Estado de Roraima deve transportar".[15]

### Segundo mandato (2015-2022)

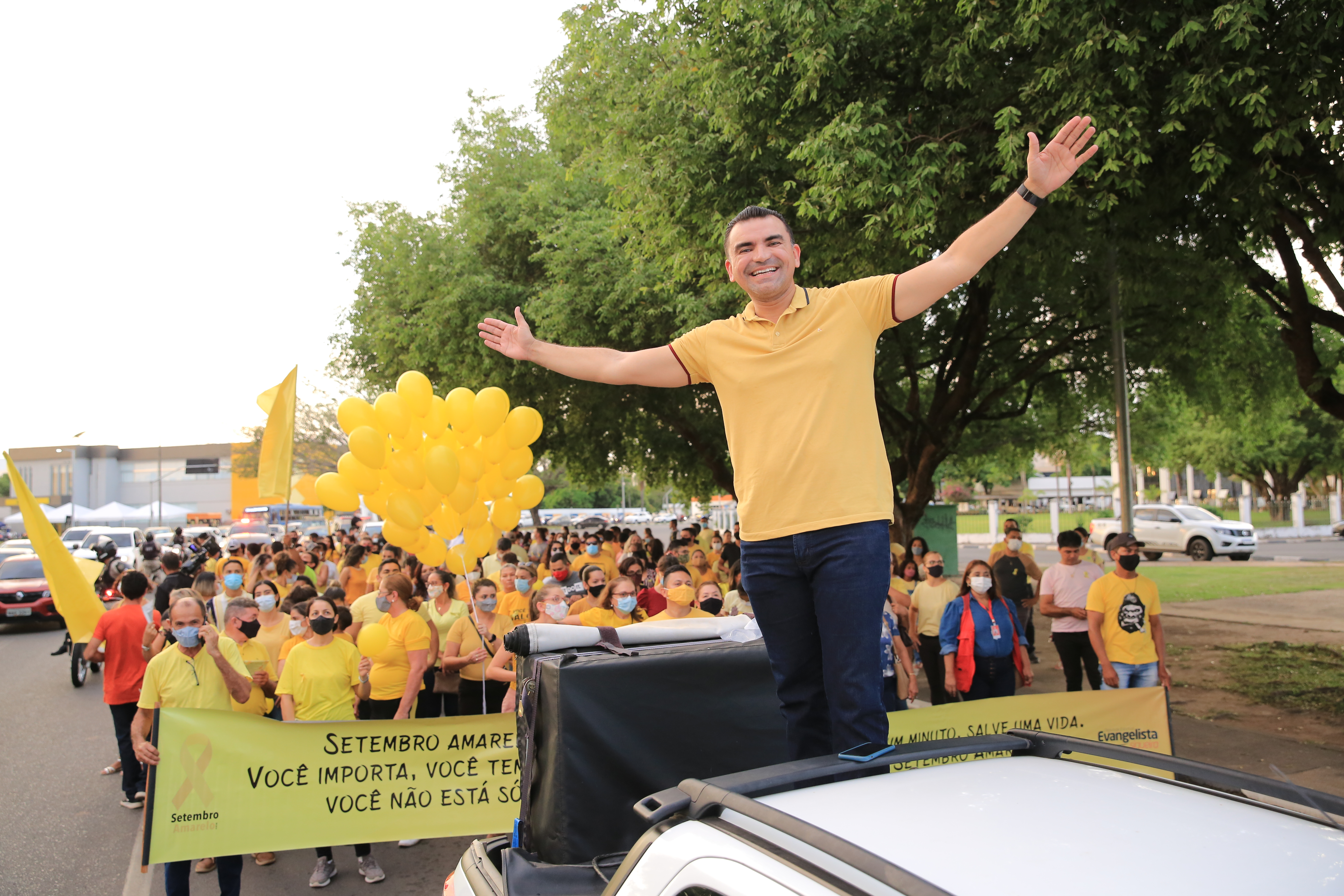
Evangelista Siqueira durante o setembro amarelo, leis de sua autoria - as Leis Ordinárias nº 1.065, de 04 de julho de 2016; e nº 1.542, de 09 de novembro de 2021.

Eleito para a segunda legislatura com 3.051 votos, representando um crescimento de 895 votos (41%) em relação à votação anterior. É Presidente da Frente Parlamentar em Defesa da Cultura. Foi revisor na Comissão de Ética e relator na Comissão de Constituição, Justiça e Redação Final do processo que levou a perda do mandato do deputado estadual Jalser Renier.
Na Assembleia Legislativa do Estado de Roraima, ocupou os seguintes cargos: Presidente da Comissão de Educação, Desportos e Lazer (2018-2022); membro da Comissão de Defesa dos Direitos Humanos, Minorias e Legislação Participativa Lazer (2018-2022); Comissão de Ética Parlamentar (2020-2022); Comissão de Constituição, Justiça e Redação Final (2020-2022). Foi integrante da Comissão de Meio Ambiente e Desenvolvimento Sustentável (2018-2020); e Comissão de Cultura e Juventude (2018-2020).
Possui mais de 200 Projetos de Leis, sendo considerado o Deputado estadual mais produtivo da Assembleia Legislativa do Estado de Roraima. Ademais, é autor principal de 5 Proposta de Emenda à Constituição Estadual (PEC) e coautor de outras 13 e tem mais de 350 indicações protocoladas.
Durante o segundo mandato, é autor das seguintes leis:
1. Lei Ordinária nº 1.332, de 26 de agosto de 2019 - “Estabelece normas de segurança nas escolas de redes pública e privada, institui a Área Escolar de Segurança no âmbito do Estado de Roraima e dá outras providências”.[26]
2. Lei Ordinária nº 1.403, de 08 de maio de 2020 - “Estabelece multa para quem divulgar por meio eletrônico notícias falsas - “Fake News” sobre surtos, epidemias, endemias e pandemias no Estado de Roraima”.[27]
3. Lei Ordinária nº 1.441, de 09 de dezembro de 2020 - “Dispõe sobre a contratação emergencial temporária de psiquiatras, psicólogos, assistentes sociais e terapeutas ocupacionais, na estrutura da Secretaria de Estado da Saúde de Roraima, para oferecer atendimento às vítimas de depressão e tendências suicidas em decorrência da Covid-19”.[28]
4. Lei Ordinária nº 1.481, de 08 de junho de 2021 - “Estabelece que os professores, as professoras e demais profissionais da educação do Estado de Roraima integrarão o grupo das prioridades para a vacinação contra a COVID-19, antes do retorno presencial das aulas”.[29]
5. Lei Ordinária nº 1.542, de 09 de novembro de 2021 - “Inclui no calendário do Estado de Roraima a campanha Setembro Amarelo, em alusão ao mês de sensibilização e prevenção ao suicídio e dá outras providências”.[30]
6. Lei Ordinária nº 1.600, de 27 de dezembro de 2021 - "Dispõe sobre a prioridade nos programas de habitação de interesse social promovidos pelo governo do estado de Roraima às mulheres responsáveis pela unidade familiar, as vítimas de violência doméstica e de baixa renda".[16]
7. Lei Ordinária nº 1.658, de 31 de março de 2022 - “Dispõe sobre o número máximo de alunos em salas de aula da Rede Pública e Privada de Ensino do Estado de Roraima e dá outras providências”.[31]
8. Lei Ordinária nº 1.669, de 25 de abril de 2022 - “Estabelece princípios, diretrizes e objetivos para ações do Estado voltadas para os cuidados paliativos no âmbito da saúde pública do Estado de Roraima - Lei Jeová Melo”.[32]
9. Lei Ordinária nº 1.731, de 27 de outubro de 2022 - “Proíbe o exercício de cargo, emprego ou função pública por pessoa com condenação penal transitada em julgado pelo crime de maus-tratos contra animais”.[33]
10. Lei Ordinária nº 1.742, de 25 de novembro de 2022 - “Institui o Dia do Cinema Roraimense e o Prêmio Audiovisual de Roraima para estimular ações destinadas ao fomento do audiovisual e dá outras providências”.[34]
11. Lei Ordinária nº 1.743, de 01 de dezembro de 2022 - “Institui a Semana Estadual de Combate a Psicofobia no Estado de Roraima”.[35]
12. Lei Ordinária nº 1.745, de 01 de dezembro de 2022 - “Institui o Dia Estadual da Conscientização no Trânsito e a Semana Estadual da Conscientização no Trânsito no Estado de Roraima”.[36]
13. Lei Ordinária nº 1.747, de 14 de dezembro de 2022 - “Estabelece diretrizes para o incentivo e fomento das feiras livres de produtos orgânicos, no âmbito do Estado de Roraima, e dá outras providências”.[37]
14. Lei Ordinária nº 1.749, de 14 de dezembro de 2022 - “Dispõe sobre a obrigatoriedade da comunicação de nascimentos sem identificação de paternidade à Defensoria Pública”.[38]
15. Lei Ordinária nº 1.759, de 27 de dezembro de 2022 - “Institui o Selo Empresa Amiga da Juventude do Estado de Roraima”.[39]
16. Lei Ordinária nº 1.760, de 27 de Dezembro de 2022 - “Dispõe sobre a Política Estadual de Incentivo à Iniciação da Pesquisa Científica nas Escolas Públicas da Rede Estadual de Ensino do Estado de Roraima”.[40]
17. Lei Ordinária nº 1.775, de 16 de Janeiro de 2023 - “Institui, no âmbito do Estado de Roraima, o Dia Estadual de Conscientização e Proteção ao Ciclista, e dá outras providências”.[41]
18. Lei Ordinária nº 1.776, de 16 de Janeiro de 2023 - “Institui a Semana de Conscientização e Orientação sobre Reciclagem e Descarte de Produtos Eletroeletrônicos no Estado de Roraima”.[41]
19. Lei Ordinária nº 1.782, de 16 de Janeiro de 2023 - “Reconhece como de relevante interesse cultural do Estado de Roraima as “Línguas e Culturas Locais”, e institui o “Dia Estadual da Língua Materna e das Línguas e Culturas Locais”.[42]
20. Lei Ordinária nº 1.783, de 16 de Janeiro de 2023 - “Institui, no âmbito do Estado de Roraima, a Política de Educação Digital nas Escolas - Cidadania Digital, e dá outras providências”.[43]
21. Lei Ordinária nº 1.784, de 17 de Janeiro de 2023 - “Institui a Semana Estadual do Educador Roraimense”.[41]

A Lei nº 1.669, de 25 de abril de 2022, que trata sobre cuidados paliativos, é uma homenagem póstuma ao professor Jeová Melo, que ficou internado por mais de 700 dias na rede hospitalar do Estado de Roraima. Também foi autor do Projeto de Lei nº 78 de 2022, que dispôs sobre a "instalação de placas em prédios públicos, que sejam alugados, indicando o valor do contrato de aluguel", dando mais transparência nos aluguéis pagos pelo Poder Público. O projeto foi aprovado pela Casa Legislativa, entretanto foi vetado por Antonio Denarium, então governador do Estado de Roraima.
Também é autor principal de mais de 3 emendas constitucionais durante o período. A primeira, a Emenda à Constituição nº 76, de 02 de junho de 2021, que trata sobre a necessidade de consulta popular para concessão ou qualquer outra forma de prestação privada de serviço ligada diretamente à água em um ou mais município(s).

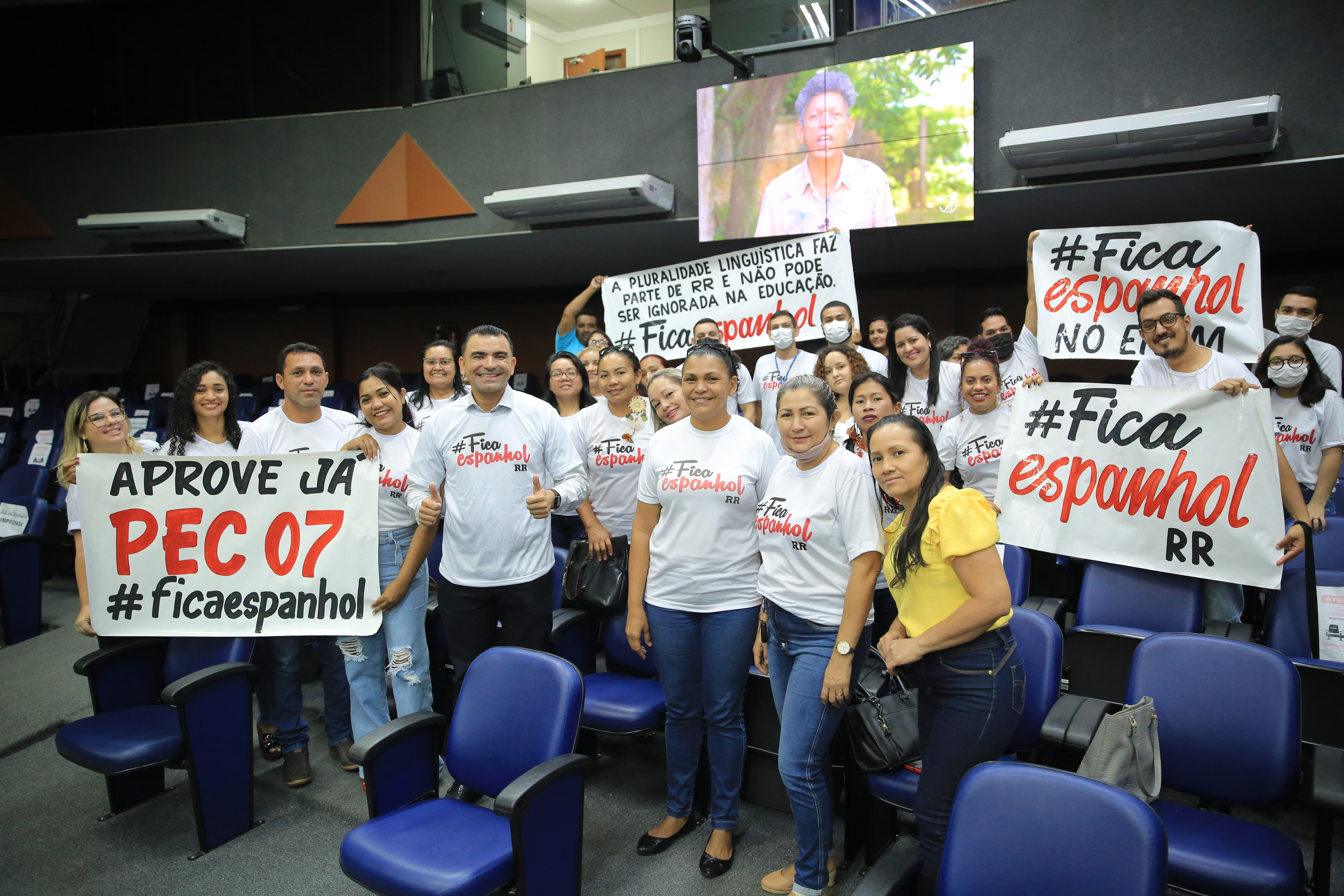
Evangelista Siqueira durante a votação da PEC 007/2021, que inclui a língua espanhola como disciplina na rede pública de ensino.

Destaca-se também a Emenda à Constituição nº 80, de 10 de maio de 2022, reinclui o ensino da língua espanhola na rede pública de ensino do Estado de Roraima. Dessa forma, Roraima é uma das unidades federativas que reincluíram o ensino do castelhano na rede pública de ensino, o qual foi retirado pela reforma do ensino médio em 2017. Além do Estado de Roraima, o Rio Grande do Sul e o Pará já promulgaram emenda constitucional de teor semelhante.
Ainda em 2022, foi aprovada outra proposta de emenda à constituição como autor principal, Emenda à Constituição nº 81, de 10 de maio de 2022, que prevê a contagem em dobro do tempo para progressão, aposentadoria ou qualquer outro benefício para os servidores públicos do Estado de Roraima que trabalharam durante a pandemia de COVID-19. Com a aprovação da norma, o Estado de Roraima foi o primeiro a legislar sobre o tema e agraciar os servidores públicos que continuaram trabalhando durante a pandemia.
No segundo semestre de 2022, foi aprovada a proposta de emenda à constituição que inseriu a conectividade como direito social no Estado de Roraima e obriga o Estado promover a inclusão social e digital.
Foi contrário ao Projeto de Lei Orçamentária Anual (PLOA) para o ano de 2022 por considerar que a proposta não contemplava os servidores públicos, em especial os da educação que acumulavam 36% de perda salarial, nem outras demandas da sociedade, como a agricultura familiar, habitação dentre outros temas.
Apresentou emendas ao Projeto de Diretrizes orçamentárias (PLDO - Projeto de Lei nº 213/2022) versando sobre diversos temas: habitação de interesse social, convocação de aprovados em concurso público, diretrizes para a política educacional e cultural, servidores públicos dentre outros. Contudo, as emendas foram rejeitadas em comissão. Assim, absteve-se na votação do Projeto de Diretrizes orçamentárias (PLDO) por considerar que o projeto não incluía diretrizes suficientes para atender as demandas da sociedade no orçamento de 2023.
Quando da apreciação do Projeto de Lei nº 406 de 2022, votou contra o aumento ICMS para 20%. Da mesma forma, foi contra o cancelamento da redução do ICMS da gasolina e derivados para 18,50% em 2025; e 17% em 2026. Entretanto, pese ter votado contra a aprovação do Projeto, este foi aprovado por maioria e, posteriormente, se tornou a Lei n. 1.767, de 30 de dezembro de 2022.
Foi o deputado mais produtivo da legislatura de 2019 a 2022 da Assembleia Legislativa do Estado de Roraima, tendo apresentado 213 projetos de Lei e mais de 400 indicações.

## Curiosidades
Fã das bandas Capital inicial e Legião Urbana. É amante do futebol e torcedor do Palmeiras.